# Cristina Vitali
Cristina Vitali (Bergamo, 15 febbraio 1975) è un'ex tiratrice a volo italiana.

## Biografia
Nata a Bergamo nel 1975, in carriera ha vinto 10 medaglie mondiali, tutte nello skeet: 3 individuali (argento a Tampere 1999, in Finlandia e Lonato del Garda 2005, bronzo a Il Cairo 2001, in Egitto) e 7 a squadre (oro a Lonato del Garda 2005, argento a Maribor 2009, in Slovenia, bronzi a Nicosia 1995, Cipro, Il Cairo 2001, Nicosia 2003, Zagabria 2006, in Croazia e Nicosia 2007).
A 25 anni ha partecipato ai Giochi olimpici di Sydney 2000, nella gara di skeet, terminando undicesima con 68 punti, non riuscendo ad accedere alla finale a 6.

## Palmarès

### Campionati mondiali
- 10 medaglie:
  - 1 oro (Skeet a squadre a Lonato del Garda 2005)
  - 3 argenti (Skeet individuale a Tampere 1999, skeet individuale a Lonato del Garda 2005, skeet a squadre a Maribor 2009)
  - 6 bronzi (Skeet a squadre a Nicosia 1995, skeet individuale a Il Cairo 2001, skeet a squadre a Il Cairo 2001, skeet a squadre a Nicosia 2003, skeet a squadre a Zagabria 2006, skeet a squadre a Nicosia 2007)